# Арф, Джахит
Джахит Арф (тур. Cahit Arf; 11 октября 1910, Салоники — 26 декабря 1997, Стамбул) — турецкий математик, ученик Хельмута Хассе. Его имя связывают с инвариантом Арфа квадратичной формы, применяемой в теории узлов в топологии, а также с теоремой Хассе — Арфа, с группами и кольцами Арфа.

## Биография
После Балканской войны 1912 года семья Арфа переселилась в Измир, где Джахит получил начальное образование. После получения школьного образования Арф перебрался в Париж, где поступил в Высшую нормальную школу.
После возвращения в Турцию Арф преподавал математику в лицее Галатасарая. В 1933 году Арф начал преподавать на кафедре математики Стамбульского университета. В 1937 Арф уехал работать в Гёттингенский университет, где получил степень доктора философии, и в дальнейшем работал с Хельмутом Хессе. Затем Арф вернулся на работу в Стамбульский университет, и пробыл там до его назначения в Совет по научно-техническим исследованиям (TÜBİTAK) в 1962 г. Пробыв в должности председателя Совета до 1963 года, Арф перешел на кафедру математики в стамбульском Роберт-Колледже. В 1964—1966 Арф работал в Принстонском университете, а затем в течение года в Калифорнийском университете в Беркли.
После последнего возвращения в Турцию Арф был приглашен на кафедру математики Ближневосточного технического университета, где и работал до своей отставки в 1980 году.
Арф стал лауреатом многих премий в области математики.
Влияние Арфа на турецкую математику трудно переоценить. 
Хотя формально учеников у него было немного, многие турецкие математики в начале их карьеры сотрудничали с Арфом.
Портрет Арфа изображен на реверсе турецкой банкноты в 10 лир, выпущенной в 2009.